# Neitisaari (ö i Lappland)
Neitisaari är en ö i Finland. Den ligger i sjön Yli-Kitka och i kommunen Posio i den ekonomiska regionen  Östra Lapplands ekonomiska region  och landskapet Lappland, i den norra delen av landet, 700 km norr om huvudstaden Helsingfors. Öns area är 75,5 hektar och dess största längd är 1,7 kilometer i öst-västlig riktning.